# Orthographische Konferenz von 1876
Die Konferenz zur Herstellung größerer Einigung in der deutschen Rechtschreibung, später auch Erste Orthographische Konferenz genannt, wurde 1876 vom preußischen Kultusminister Adalbert Falk in Berlin einberufen, um eine einheitliche Rechtschreibung im 1871 gegründeten Deutschen Reich herzustellen. Vom 4. bis 15. Januar 1876 diskutierten 14 Spezialisten über „Sprache und Orthographie“. Basis der Diskussion war ein Entwurf des Germanisten Rudolf von Raumer, aus dem die wesentlichen Eckpunkte in den Beschluss übernommen wurden. Dieser wurde jedoch wegen der als zu weitgehend kritisierten Änderungen nicht umgesetzt; insofern war die Konferenz gescheitert.

„Endlich werden wir Deutsche eine einheitliche Rechtschreibung erhalten. Preußen, respektive sein Kultusminister Dr. Falk, hat die Sache in die Hand genommen. Am 11. d. tritt in Berlin eine ‚orthographische Konferenz‘ zusammen. Das Ende wird sein, daß ein Polizeibefehl durch das deutsche Reich gehen wird zur ‚Regelung‘ der Schreibweise, und daß die Gendarmen über den Vollzug wachen werden. Das Zeug dazu haben sie ja.“

## Vorgesehene Änderungen der Rechtschreibung
Es wurden folgende Änderungen der Orthographie vorgesehen:
- Wichtigster Beschluss war, das Dehnungszeichen h nach a, o und u sowie den entsprechenden Umlauten ä, ö und ü zu streichen, also etwa faren, lonen, füren. Zur Vermeidung von Verwechslungen sollten einige Wörter von dieser Regelung ausgenommen werden (z. B. wie bisher Ruhm verschieden zu Rum). Ebenfalls nach den bisherigen Regeln sollte h in Wörtern wie gehen, stehen sowie etwa in floh (von „fliehen“) und Ruh (verkürzt für „Ruhe“) geschrieben werden.[3]
- Verben auf -iren, -ieren sollten sämtlich mit ie geschrieben werden (also stolzieren, inspizieren statt stolziren, inspiziren).
- Das th (dessen Gebrauch in deutschen Wörtern wie Zierat, Armut ohnehin im Abnehmen begriffen war) sollte im In- und Auslaut, in der Endung -tum sowie im nicht mehr erkennbaren Grundwort -tüm wegfallen (also fortan Glut, Not, Atem, Altertum, Ungetüm), ebenso anlautenden in Verbindung mit diphthongischen Stammvokalen (Teil, verteidigen). Hingegen sollte th im Anlaut vor einfachen Vokalen beibehalten werden, um diese als lang kenntlich zu machen (also wie bis dahin geschrieben Thal, That, Thor, thun sowie, da von „thun“ abgeleitet, Unterthan).
- Die Vokalverdoppelung sollte in Wörtern wie Ware, Schar beseitigt werden, aber in scheel, Paar etc. bleiben.
- Die Endung -niß (z. B. in Gleichniß) sollte einheitlich -nis geschrieben werden.
- Pluralformen wie Theorieen, Sympathieen sollten wieder allgemein mit doppeltem ee geschrieben werden (also nicht mehr Theorien, Sympathien).
- Die Lautverbindung schst sollte vermieden werden (z. B. du wäscht statt du wäschst).
- Hinsichtlich der Orthographie von Fremdwörtern wich die neuere bayerische Orthographie von der norddeutschen ab, insofern sie z für c in weiterem Umfang einführte (z. B. Zivil, Zentrum für Civil, Centrum).
- Es war die Einführung der gemäßigten Kleinschreibung vorgesehen.[4]

## Konferenzteilnehmer
- Karl Bartsch (1832–1888), Philologe
- Oswald Bertram (1827–1876), Buchdrucker („Dt. Buchdruckerverein“)
- Konrad Duden (1829–1911), Philologe und Begründer des gleichnamigen Wörterbuches
- Georg Karl Frommann (1814–1887), Germanist und Sprachforscher.
- Höpfner, preußischer Schulrat
- Johannes Imelmann (1842–1917), Gymnasiallehrer und Protokollführer der Konferenz
- Klix, preußischer Schulrat
- Kraz
- Adalbert Kuhn (1812–1881), Gymnasialdirektor
- Rudolf von Raumer (1815–1876), Sprachforscher
- Daniel Sanders (1819–1897), Lexikograph und Sprachforscher
- Wilhelm Scherer (1841–1886), österreichischer Germanist
- Theodor Töche, Verleger (E. S. Mittler & Sohn)
- Wilhelm Wilmanns (1842–1911), Germanist